# Senkottah

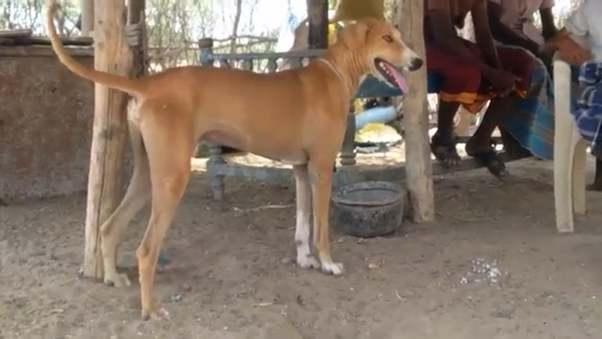
Cane Sengottai

Tamilnadu

Il cane Sengottai o Senkottah è una razza di cane originaria dell'India.

## Caratteristiche
Sono cani di taglia media con una corporatura forte e atletica. Hanno un pelo corto e denso che di solito è di colore nero o marrone scuro. Hanno un muso lungo e appuntito e le loro orecchie sono tipicamente erette e appuntite. Hanno un collo forte e muscoloso e un petto profondo. La loro coda è solitamente tagliata e hanno gambe forti e potenti. Sono molto leali e protettivi nei confronti dei loro proprietari.
I cani Sengottai hanno un pelo corto e denso che è facile da mantenere. 
In genere sono alti tra i 71 e gli 81 cm alla spalla e possono pesare da 28 a 35 kg. 
Hanno una corporatura muscolosa e sono molto atletici, con potenti quarti posteriori che consentono loro di correre e saltare con facilità; somigliano al Rhodesian Ridgeback.